# Angel (пісня Massive Attack)
«Angel» — це другий сингл гурту «Massive Attack», з альбому Mezzanine, який вийшов у січні 1998 року.

## Композиції
1. Angel (6:18)
2. Angel (Remix) (6:20)
3. Group Four (Mad Professor Remix) (5:00)